# Спільна декларація про доктрину виправдання
Спільна декларація про доктрину виправдання (анг. Joint Declaration on the Doctrine of Justification; абр. СДВ) - екуменічний документ, підписаний у 1999 році, вважається значним кроком у процесі подолання розбіжностей щодо доктрини виправдання, які існують між церквами, що входять до Всесвітньої лютеранської федерації та Католицької церкви.

## Обставини виникнення
Документ був розроблений в результаті діалогу між Всесвітньою лютеранською федерацією та Папською радою сприяння єдності християн. Діалог мав на меті представити спільні елементи та основні розбіжності між католицьким та лютеранським розумінням доктрини виправдання. Остаточна форма Декларації була розроблена у 1997 році, а 31 жовтня 1999 року в Аугсбурзі Декларація була підписана представниками Католицької Церкви та Всесвітньої Лютеранської Федерації. Відповідно до положень Декларації, доктринальні засудження Католицької Церкви, висловлені на Тридентському соборі, не поширюються на лютеранське віровчення, представлене в Декларації, а засудження лютеранських символічних книг не поширюються на католицьке віровчення, представлене в Декларації.

## Зміст
Згідно з Декларацією, людина у своєму спасінні повністю залежить від Божої спасительної благодаті і не має жодної свободи у цьому відношенні. Коли католики кажуть, що людина "співпрацює" у підготовці виправдання і його прийнятті, погоджуючись на Божу виправдувальну дію, на Божу пропозицію, вони все ж вбачають у такому особистому прийнятті дію благодаті, а не вчинок людини, що випливає з її власних сил.
У людині залишається певна схильність, яка називається консеквентністю, "яка бере свій початок у гріху і до нього тяжіє". У конкретному виборі добра, а не зла, у доброму вчинку, немає ніякої заслуги людини. Вона завжди є результатом і плодом виправдання.